# Onukiades formosanus
Onukiades formosanus är en insektsart som beskrevs av Matsumura 1912. Onukiades formosanus ingår i släktet Onukiades och familjen dvärgstritar. Inga underarter finns listade i Catalogue of Life.